# Kolonia Dolna (Pniówek)
Kolonia Dolna – część wsi Pniówek w Polsce, położona w województwie lubelskim, w powiecie zamojskim, w gminie Zamość.
W latach 1975–1998 Kolonia Dolna administracyjnie należała do województwa zamojskiego.